# Taricharkalan
Taricharkalan é uma cidade e uma nagar panchayat no distrito de Tikamgarh, no estado indiano de Madhya Pradesh.

## Demografia
Segundo o censo de 2001, Taricharkalan tinha uma população de 6440 habitantes. Os indivíduos do sexo masculino constituem 54% da população e os do sexo feminino 46%. Taricharkalan tem uma taxa de literacia de 57%, inferior à média nacional de 59.5%: a literacia no sexo masculino é de 67% e no sexo feminino é de 45%. Em Taricharkalan, 17% da população está abaixo dos 6 anos de idade.